# Tozlu (Tufanbeyli)
Tozlu ist ein Ortsteil (Mahalle) im Landkreis Tufanbeyli der türkischen Provinz Adana mit 116 Einwohnern (Stand: Ende 2024). Im Jahr 2011 hatte Tozlu 128 Einwohner.